# گنبد نمکی
گنبد نمکی یکی از پدیده‌های زمین‌شناختی است که به لایه‌های بزرگ نمک زیرزمینی که به طرف سطح زمین حرکت کرده‌اند و شکل گنبدمانندی گرفته‌اند گفته می‌شود.
این گنبدها بر اثر ناپایداری ثقلی لایه‌های با چگالی کمتر (نمک یا سایر مواد تبخیری) که توسط سنگ‌های چگال‌تر پوشیده شده‌است، به وجود می‌آید. به دلیل وجود مخازن نفتی، منابع سولفیدی پتاس، آهن و نمک دارای ارزش اقتصادی هستند.
گنبدهای نمکی ساختمان‌های زمین‌شناسی گنبدی شکلی هستند که هسته مرکزی آن‌ها از سنگ تشکیل شده‌است. هنگامی که نمک تحت تأثیر لرزش ناگهانی مانند زلزله قرار می‌گیرد مانند یک ماده قابل ارتجاع عمل می‌کند که یا خرد می‌شود، یا به حالت تغییر شکل برگشت‌پذیر عکس‌العمل نشان می‌دهد. اما هنگامی که توده نمک تحت تأثیر فشار مداوم قرار گیرد مانند یک مانع غلیظ عمل می‌کند این پدیده را خزش می‌گویند. شرایطی مانند نقطه ذوب، انجماد، چگالی، تغییرات فشار و دما در شکل‌گیری نمک‌ها مؤثر می‌باشند. اغلب گنبدهای نمکی در نواحی گرمسیر تشکیل می‌شوند.
با وجود فضاهای حفره‌ای در گنبدهای نمکی می‌توان گاز طبیعی را در آنها ذخیره کرد. پس از حفر چاه در گنبد نمکی و حل نمک از طریق تزریق آب در آن و سپس تخلیه آب نمک، فضای لازم برای ذخیره‌سازی گاز را می‌توان ایجاد کرد. برای این امر، اولاً بایستی لایه نمکی ضخامت کافی داشته و درعمق مناسب قرار گرفته باشد؛ ثانیاً آب کافی برای حل نمک در دسترس باشد.
گنبدهای نمکی ایران در استان‌های بوشهر و فارس و هرمزگان و سمنان دیده می‌شود. برخی از جزیره‌های ایرانی در خلیج فارس، مانند جزیره هرمز، گنبدهای نمکی هستند. متراکم‌ترین نوع گنبدهای نمکی ایران در زون‌های چین خورده و گسیخته زاگرس و در حوزه خلیج فارس تشکیل شده‌اند که سرچشمه آنها حوضه نمکی سری هرمز است که مربوط به اینفراکامبرین می‌باشد. اشکال مختلف و جالبی می‌تواند در گنبدهای نمکی ایجاد شود مانند یخچال‌های نمکی و اشکال کارستی، گنبدهای نمکی از عوامل مهم شوری منابع آب و خاک هستند.

## گنبدهای نمکی مهم ایران

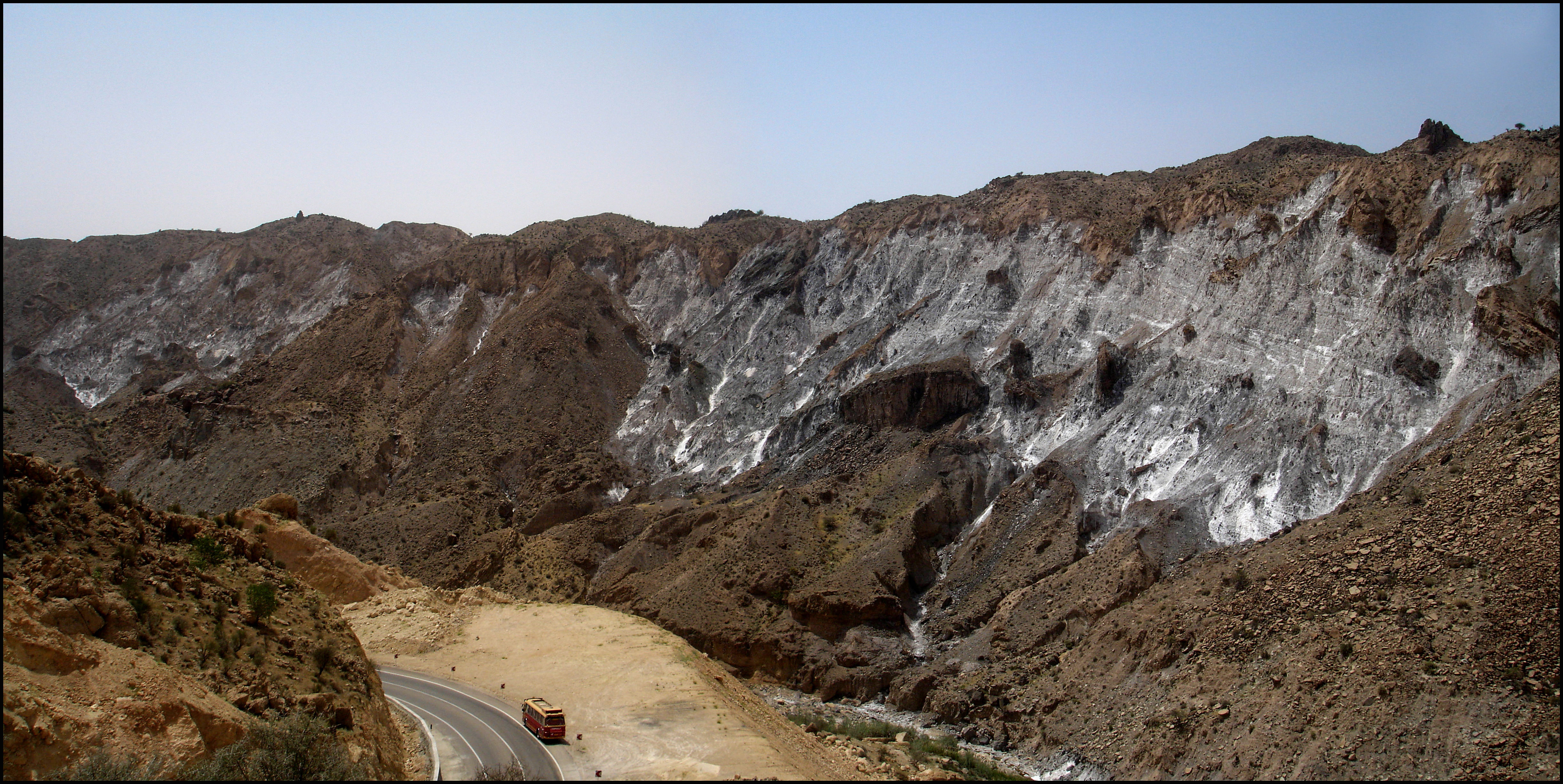
گنبد نمکی کنارسیاه- فیروزآباد- فارس

- گنبد نمکی قم
- گنبد نمکی جاشک
- گنبد نمکی پل
- جزیره هرمز
- جزیره ابوموسی
- گنبد نمکی مادر، خرسین هرمزگان
- گنبد نمکی قشم
- گنبد نمکی کنارسیاه فیروزآباد
- گنبد نمکی جهانی فیروزآباد
- گنبد نمکی کرموستج لارستان
- گنبد نمکی گچین
- گنبدهای نمکی سمنان
- گنبد نمکی نهند
- گنبد نمکی هکان در سیمکانِ جهرم